# Surf
Il surf   è uno sport acquatico che consiste nel "cavalcare" le onde del mare  utilizzando una tavola da surf. La tecnica consiste nel planare lungo la parete dell'onda, restando in piedi sulla tavola.

## Generalità

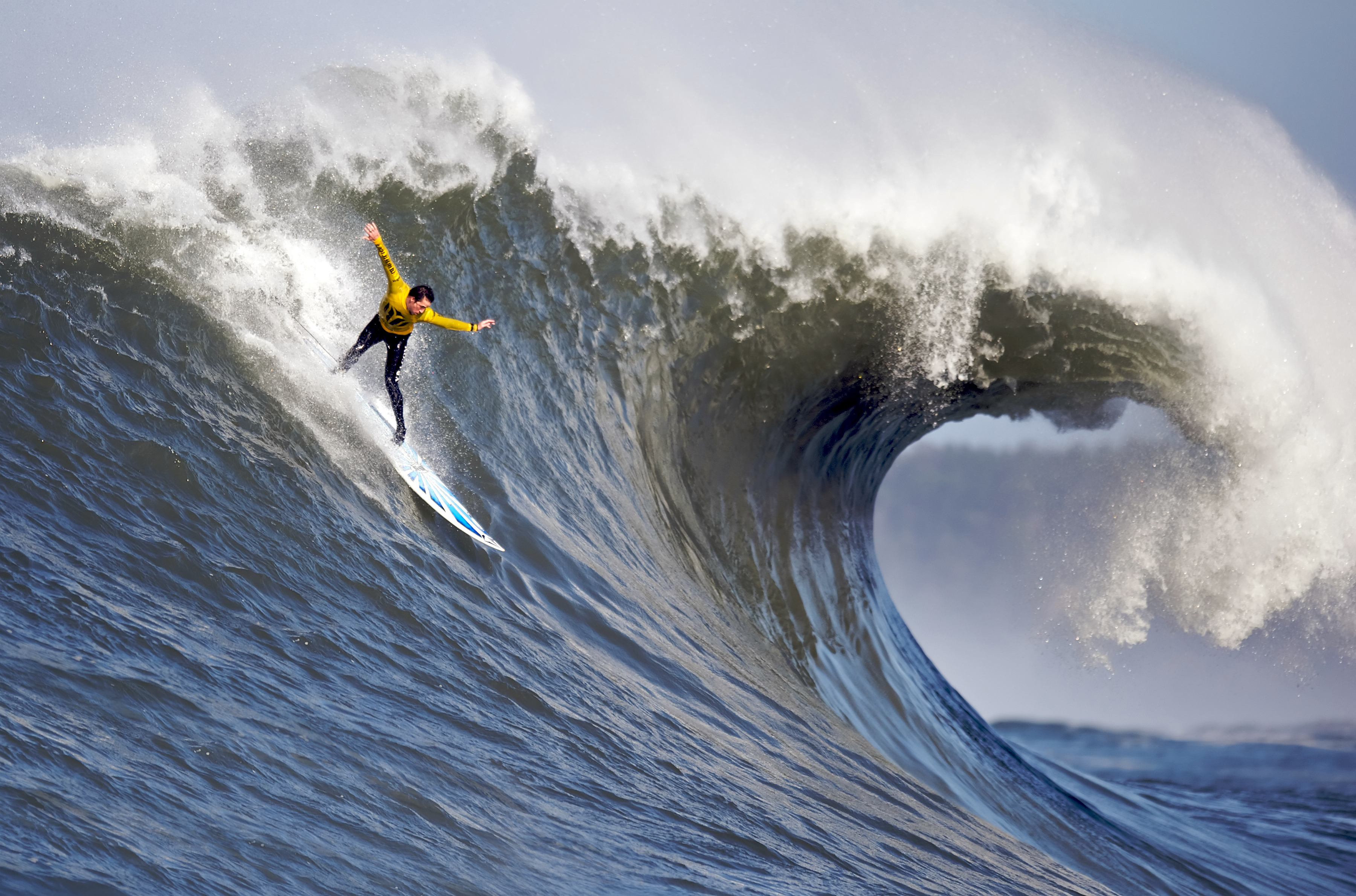
Un surfista che cavalca l'onda

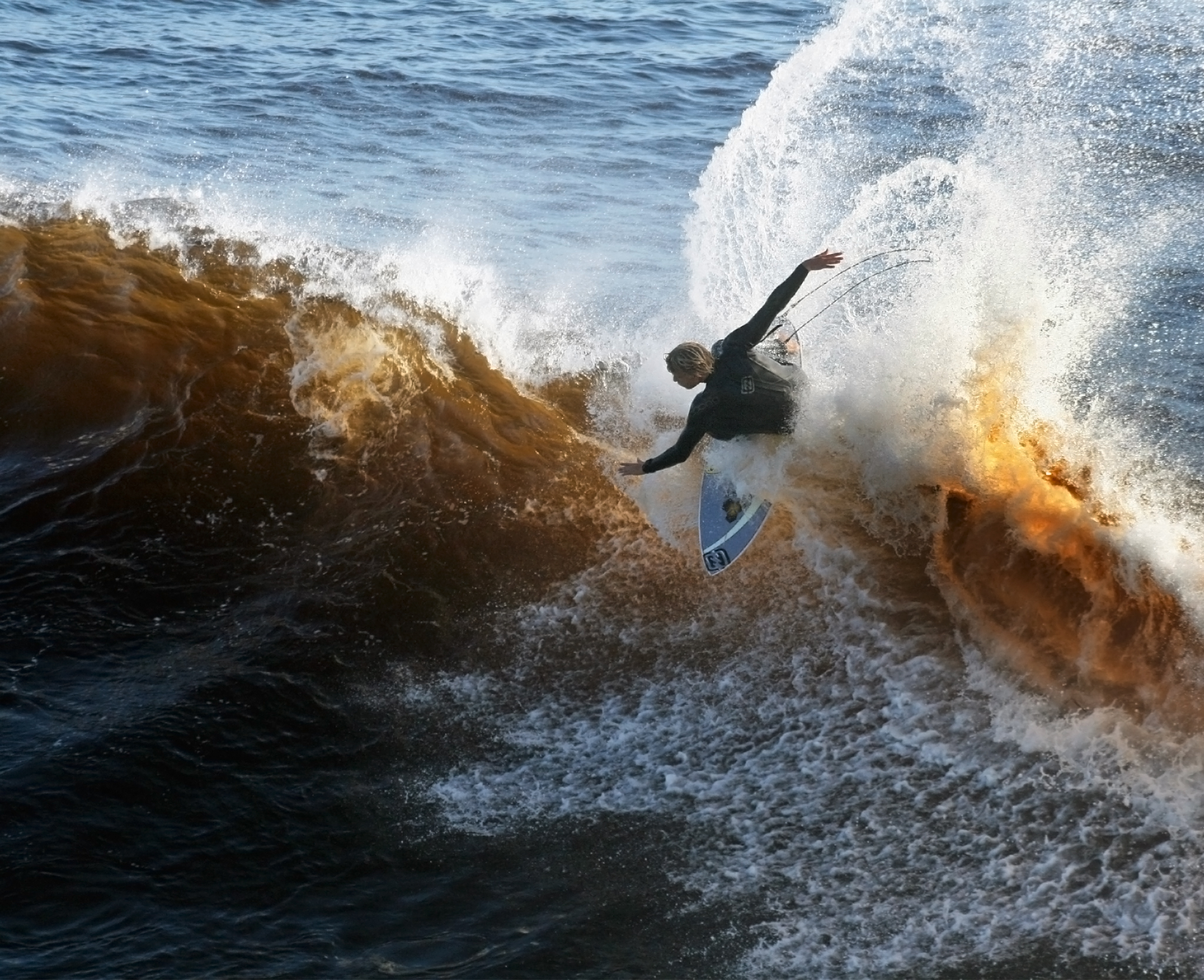
Un surfista che cavalca l'onda

Le tavole da surf hanno misure che variano non solo in base all'altezza e al peso dell'atleta, ma anche in base allo stile ed alla dimensione dell'onda.
Per surfare le onde più grandi si usa una tavola gun, molto lunga e appuntita a prua e anche a poppa, dato che a volte l'onda è talmente alta e ripida, che l'unico contatto che si ha con la parete dell'onda stessa rimane solo la punta posteriore e la monopinna del gun.
La maggioranza delle tavole da surf moderne sono realizzate a partire da schiuma speciale di poliuretano resistente ai raggi UV-A (con uno o più listelli longitudinali di legno, o stringers), fibra di vetro (fiberglass) e resina di poliestere.
Le più moderne tecnologie consentono la creazione di tavole in resina epossidica.
Questo materiale rende le tavole più forti e leggere rispetto a quelle tradizionali in resina poliestere e fibra di vetro (quest'ultima è unicamente una matrice di supporto che viene impregnata di resina).
Lo stile di surfing più classico e fluido è detto longboard, che si pratica con tavole molto lunghe e con la prua arrotondata, secondo uno stile che si perde nelle origini stesse di questo sport.
È molto diffuso nel mondo e ha delle competizioni dedicate.
Il surf sarà inserito nel programma dei giochi mondiali, manifestazione che racchiude sport non inclusi tra i giochi olimpici, fino al 2018, in quanto dai Giochi della XXXII Olimpiade di Tokyo, nel 2021 anche il surf diverrà disciplina olimpica.
Nella pratica agonistica, come in tutti gli sport, è vietato l'utilizzo di sostanze dopanti.

## Storia

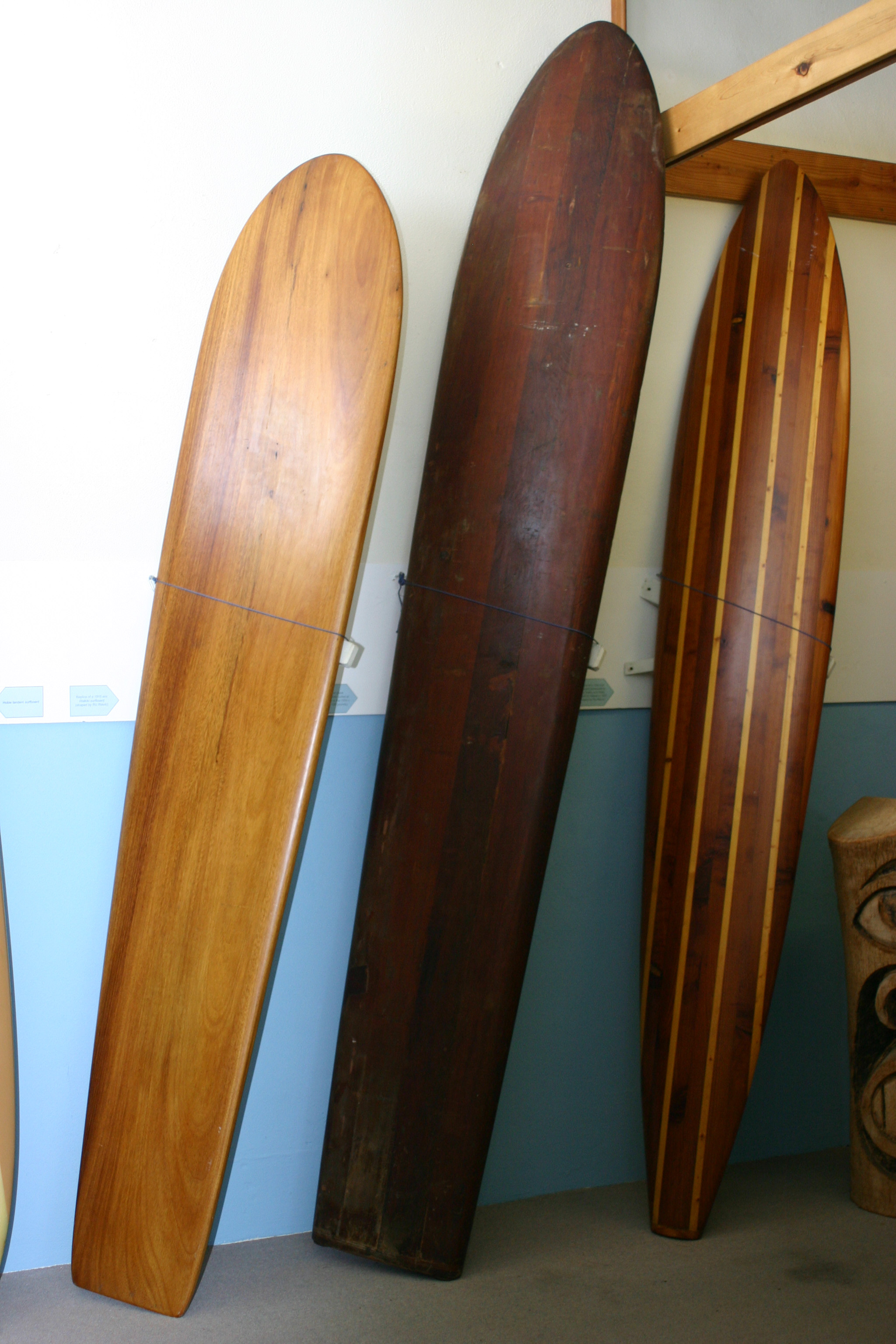
Tavole in legno utilizzate agli albori del surf

La prima fonte storica è contenuta nel diario di bordo del capitano James Cook (scopritore delle Hawaii durante il suo terzo viaggio nel Pacifico nel 1778): descrive le imprese dei polinesiani, che a cavallo delle onde a bordo di surf di legno rudimentali venivano descritte come persone che provavano un'immensa gioia nel farsi trasportare dalle onde.
Le prime rudimentali tavole erano solitamente costruite legando assieme tre tronchi cavi piegati verso l'alto sulla prua. L'esploratore James Edward scriveva nel 1835 trovandosi nella Guinea che "potevamo osservare dei ragazzi che nuotavano nel mare, con delle tavole leggere al di sotto della pancia. Aspettavano un'onda e poi si lasciavano trascinare a riva ergendosi su di essa come fosse una nuvola. Si diceva tuttavia che degli squali di tanto in tanto sbalzassero da dietro gli scogli e li inghiottissero"
Bandito nell'epoca delle colonizzazioni dai missionari calvinisti, a causa delle nudità esposte dai polinesiani dell'epoca, il surf venne ripreso con interesse tra la fine dell'Ottocento e gli inizi del Novecento.
Un basilare contributo alla diffusione del surf dalle Hawaii verso il resto del mondo venne dall'hawaiano Duke Kahanamoku il quale, futuro campione di nuoto scoperto da un talent-scout, vincitore della medaglia d'oro alle Olimpiadi di Stoccolma e a quelle di Anversa del 1920, nel corso dei suoi viaggi agonistici portò il surf sulle coste statunitensi ed australiane.
La massima diffusione del surf da onda si è avuta negli anni sessanta e settanta, quando le onde venivano surfate su tavole piuttosto grosse (longboard). Una svolta significativa è stata data dall'invenzione dello shortboard (tavoletta), di misura più piccola e con tre pinne (thruster).
Dalla metà degli anni ottanta ai giorni attuali la tecnica si è evoluta particolarmente in fatto di velocità e alla ricerca di manovre aeree (aerials).
Uno dei personaggi più celebri del surf da onda a livello mondiale è stato Greg Noll, "Da bull", che divenne famoso a cavallo tra gli anni '50 e '60.
Il surfista che ha vinto più titoli e competizioni in assoluto è Kelly Slater, che nel 2011 ha firmato per l'undicesima volta la vittoria del campionato mondiale professionisti all'età di 39 anni.

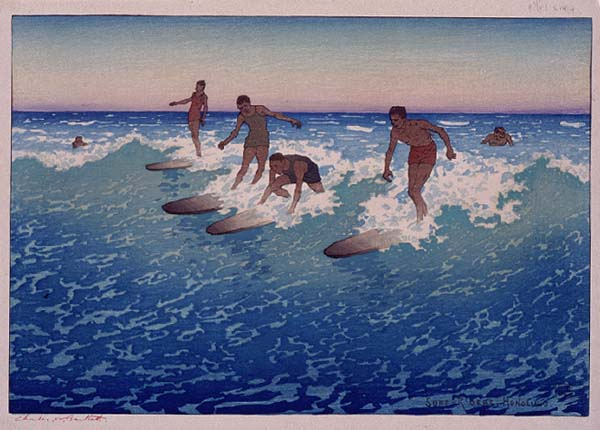
Disegno del 1919 che ritrae surfisti a Honolulu

## Equipaggiamento

### Tavola da surf
Il principale strumento con il quale si affrontano le onde sono le tavole originariamente in legno, utilizzato fino all'introduzione di materiali che uniscono robustezza e leggerezza come le schiume di poliuretano unite alla fibra di vetro e resina epossidica, usate e sviluppate alla fine degli anni Cinquanta da Hobie Alter. Le tavole si dividono in due grandi categorie, le longboards e le shortboards. Le stesse possono avere varianti in base ai gusti e le esigenze del surfista, come la forma della poppa, il numero di pinne posteriori e il tipo di onda che si vuole affrontare. Le longboards sono tavole lunghe e spesse, con dimensioni che vanno dagli 8 piedi ai 12 piedi, mentre le shortboards sono tavole corte fra i 6 e i 7 piedi, veloci e maneggevoli, adatte alle onde potenti (ma non quelle giganti), e hanno una prua molto appuntita. Ci sono anche tavole ibride, adatte a chi muove i primi passi nel mondo del surf, che rappresentano un buon compromesso tra le longboard e le shortboard (malibù e mini malibù), e hanno lunghezze tra i 7 e gli 8 piedi.

### Abbigliamento

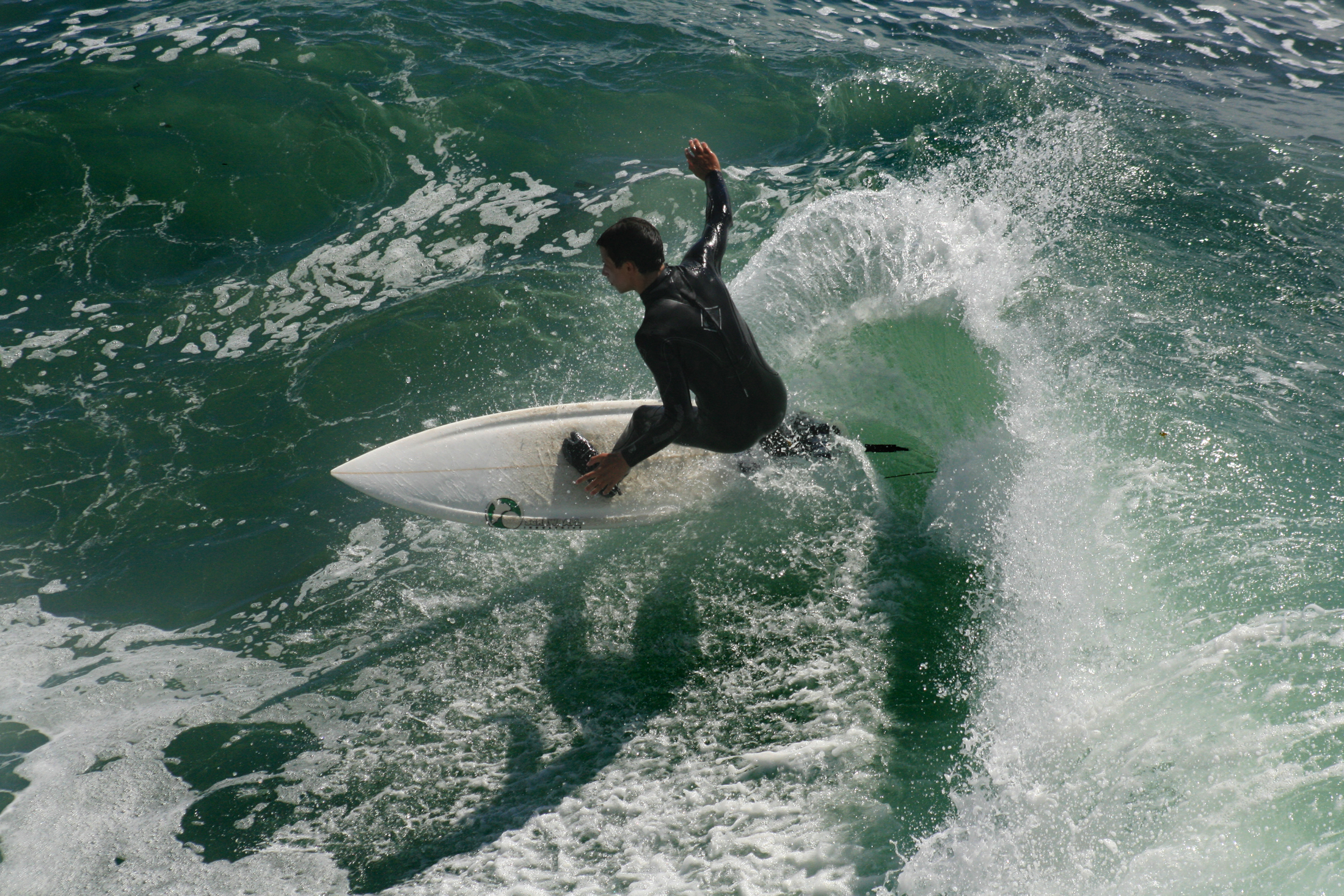
In acque fredde, oltre ad una muta adatta, vengono utilizzati dei calzari. Da notare la forma particolare di questi, assai differente dai tipici calzari utilizzati nelle attività subacquee

L'abbigliamento utilizzato nella pratica del surf varia in base a fattori come temperatura dell'acqua, stagione nella quale si affronta il mare, latitudine alla quale ci si trova e in base al tipo di fondale che caratterizza lo sport. Nelle acque fredde si utilizza una muta, che varia in spessore e in forma a seconda della stagione e dalla temperatura dell'acqua, mentre in acque calde vengono utilizzati dei pantaloncini corti con la gamba che arriva fino al ginocchio, oltre ad una leggera maglia a maniche corte in tessuto sintetico.
La muta da surf deve possedere caratteristiche molto diverse rispetto alle mute subacquee tradizionali. Deve avere proprietà fortemente elastiche, in modo da permettere un agile movimento di gambe e braccia,  ed avere cuciture resistenti e ben protette, in modo da impedire abrasioni alla pelle dovute al continuo sfregamento durante la nuotata. Le mute possono essere trovate sia con chiusura posteriore che con chiusura anteriore. In particolari condizioni di basse temperature, di solito si utilizza anche una leggera maglia in tessuto sintetico da indossare sotto la muta.

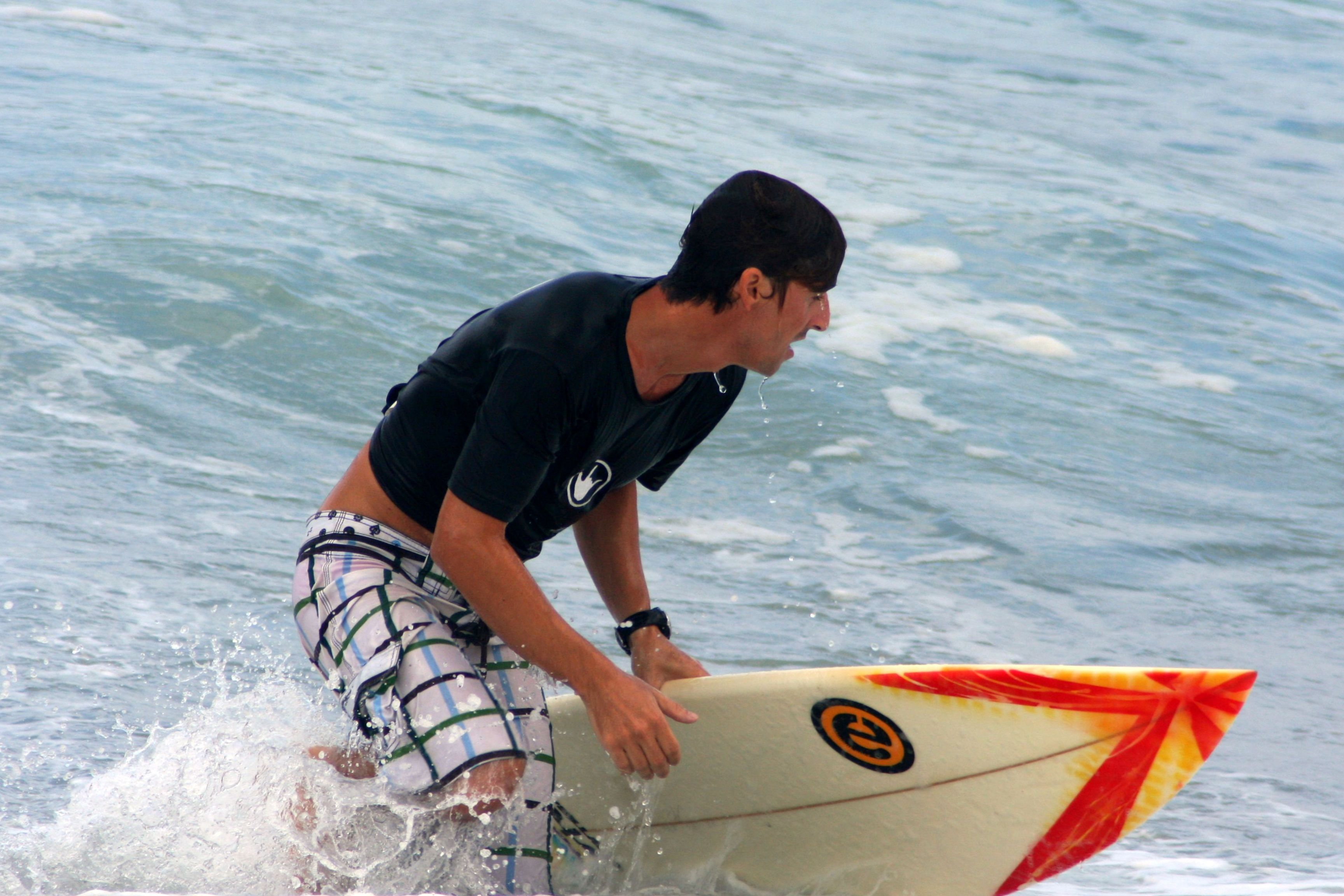
Abbigliamento estivo per il surf

I pantaloncini della tenuta estiva sono invece realizzati con un particolare tipo di materiale che non aderisce alla pelle anche quando bagnato. In questo modo si ha il duplice effetto di permettere il movimento libero delle gambe e di proteggere la parte interna del ginocchio, che altrimenti si graffierebbe per il continuo sfregare sulla tavola dovuto alla posizione seduta che si assume quando si attende l'onda. La maglia sintetica, inoltre, impedisce di graffiarsi il petto quando si nuota con il ventre sulla tavola, oltre a costituire un metodo di identificazione per i giudici di un contest, che così riconoscono l'atleta in acqua dal colore della maglia.
Altra parte importante dell'abbigliamento sono i calzari, che si utilizzano solo in condizioni particolari, come temperatura dell'acqua molto bassa o fondale ricco di ricci di mare. Anche i calzari da surf sono molto diversi dalla loro controparte utilizzata in ambito subacqueo. Sono leggeri e molto flessibili, con uno strato di gomma sulla suola che permette di far aderire il piede alla tavola, e inoltre hanno un incavo che separa l'alluce dalle altre dita del piede, permettendo una maggiore sensibilità nelle manovre.

## Tipi di surf
Esistono principalmente due modi per prendere un'onda con la tavola da surf.
Il gesto atletico della partenza si chiama "take off", proprio come la partenza di un aereo.

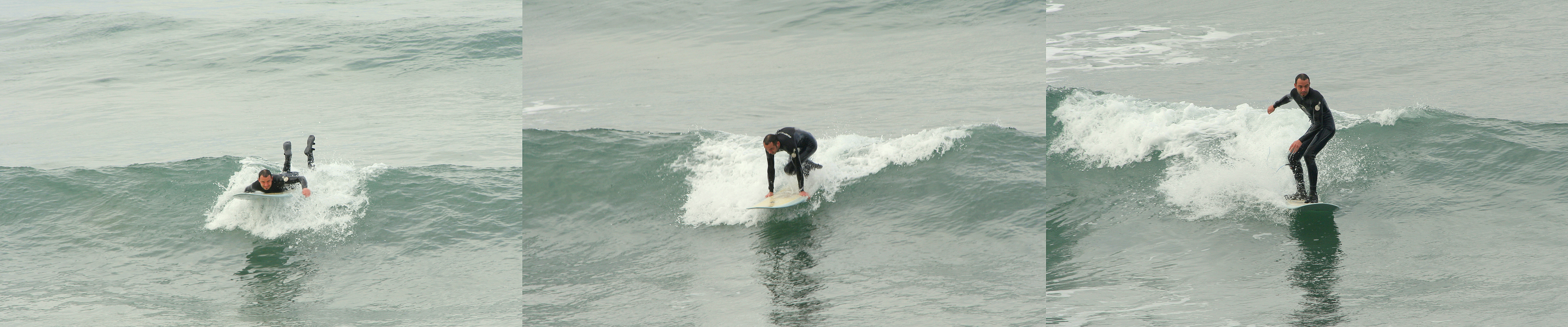
Sequenza di un take-off, tecnica principale tramite la quale si prende un'onda nel surf

In quello classico, il surfista nuota sdraiato con il ventre sulla tavola, perpendicolare all'onda in direzione della spiaggia; quando la tavola inizia a scivolare autonomamente il surfista si alza in piedi afferrando la tavola con entrambe le mani e tirandosi su con un unico movimento (take off).
Nelle onde grandi, specie se ripide, questa fase è molto delicata, in quanto un ritardo nella scelta dei tempi potrebbe causare la caduta dentro il ventre dell'onda.
Incidenti di questo tipo possono portare a infortuni anche gravi, soprattutto se lo spot è caratterizzato da bassi fondali corallini e onde che superano i 4 metri di altezza.

### Tow-in surfing
Un'altra tecnica per prendere l'onda consiste nel farsi trainare da una moto d'acqua; in questo caso alla tavola vengono fissati due supporti(strap) per mantenere saldi i piedi, e il surfista viene trascinato con una tecnica simile a quella dello sci nautico. Una volta acquisita velocità sufficiente il surfista lascia la presa sulla fune che lo traina e inizia a cavalcare l'onda. Questa tecnica viene utilizzata sulle onde considerate "giganti", e che hanno una densità d'acqua, ma soprattutto una velocità tale da sconsigliare di utilizzare il take off.

### Windsurf

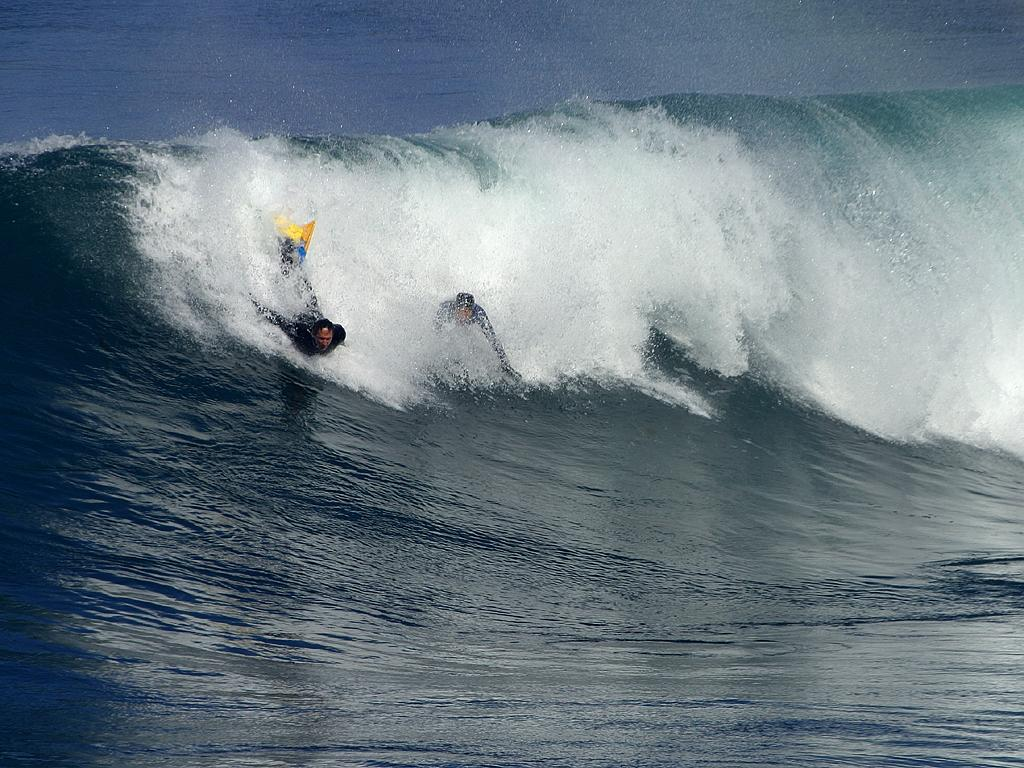
Nel bodysurfing si utilizza il proprio corpo al posto della tavola

Con il windsurf, utilizzando vele leggere e tavole piccole e maneggevoli, si possono cavalcare onde anche molto grandi e in condizioni ventose proibitive.

### Bodyboarding
Esistono poi i surfisti che utilizzano il bodyboard, una tavola piccola e flessibile con sotto un materiale scivoloso, lunga circa un metro. Per prendere le onde, con questa tavola si utilizzano delle piccole pinne di superficie ai piedi per prendere maggiore velocità. La tavola viene utilizzata maggiormente in posizione prona, ma può essere usata anche in ginocchio (dropknee bodyboarding) e raramente anche in piedi (stand up bodyboarding).

### Skimboarding
Con lo skimboard invece si prendono le onde che si infrangono in prossimità della battigia; lo skimboard è una piccola tavola di legno o di materiale simile alle normali tavole da surf, appuntita e piatta, e il surfista, correndo verso il largo con la tavola in mano, la lascia cadere sulla sabbia bagnata e sale su di essa cercando di raggiungere, anche attraverso le onde stesse, la parete surfabile dell'onda.

### Bodysurfing
Meno usuale è invece il bodysurfing, cioè cavalcare le onde con il solo ausilio del proprio corpo oppure con un paio di pinne di superficie, imitando sostanzialmente i movimenti dei delfini. Per utilizzare questa tecnica bisogna possedere buone doti natatorie, e inoltre è necessario che le onde siano sufficientemente alte e potenti.

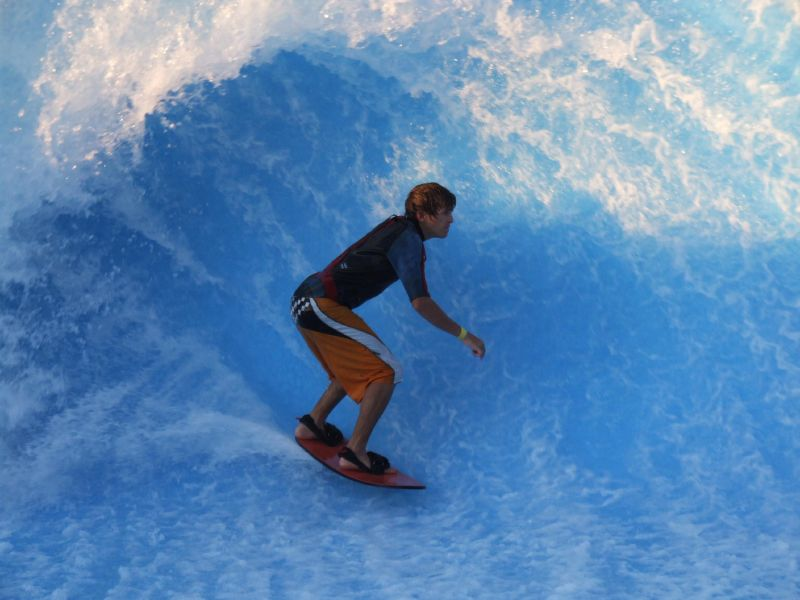
Surfista su un'onda artificiale

### Onde artificiali
Infine è recente l'avvento di un nuovo tipo di surfing, che si pratica con onde artificiali. Queste vengono formate sfruttando delle rampe simili a quelle utilizzate nello skateboard, e sparando acqua verso di esse in modo da formare una corrente fissa che risale le rampe stesse. In questo modo il surfista che si trova sulla tavola bilancia la spinta verso il basso che produce con il suo peso e la spinta verso l'alto provocata dal flusso d'acqua. La costruzione di questi sistemi ha però dei costi molto alti, sebbene sia possibile costruire anche sistemi piccoli con onde poco potenti. Le tavole utilizzate dagli atleti esperti nelle onde artificiali hanno le stesse dimensioni di uno skateboard, e le pinne sono molto piccole, in quanto il livello dell'acqua è molto basso. Le tavole per i principianti sono invece più ampie e stabili, e vengono utilizzate su onde artificiali piccole e deboli. Anche in questo caso le pinne sono molto piccole. In Giappone è in funzione un'onda artificiale simile a quella marina, sviluppata all'interno di un'enorme piscina.

### Onde giganti
Vengono considerate onde gigantesche le onde che superano i 20 piedi (6,20 metri). In inglese, il cavalcare onde giganti si chiama "big wave surf". Questa specialità estrema è esclusivo appannaggio di surfisti esperti a causa della pericolosità delle condizioni marine in cui ci si trova, e non sono infrequenti incidenti, talvolta con esiti mortali, come il caso di Mark Foo nel Mavericks e di Malik Joyeux nel Banzai Pipeline. Per surfare su queste onde si utilizza una tavola detta gun, dalla forma molto affusolata, con lunghezza che può arrivare fino a 12 piedi.

### Il surf "fluviale"

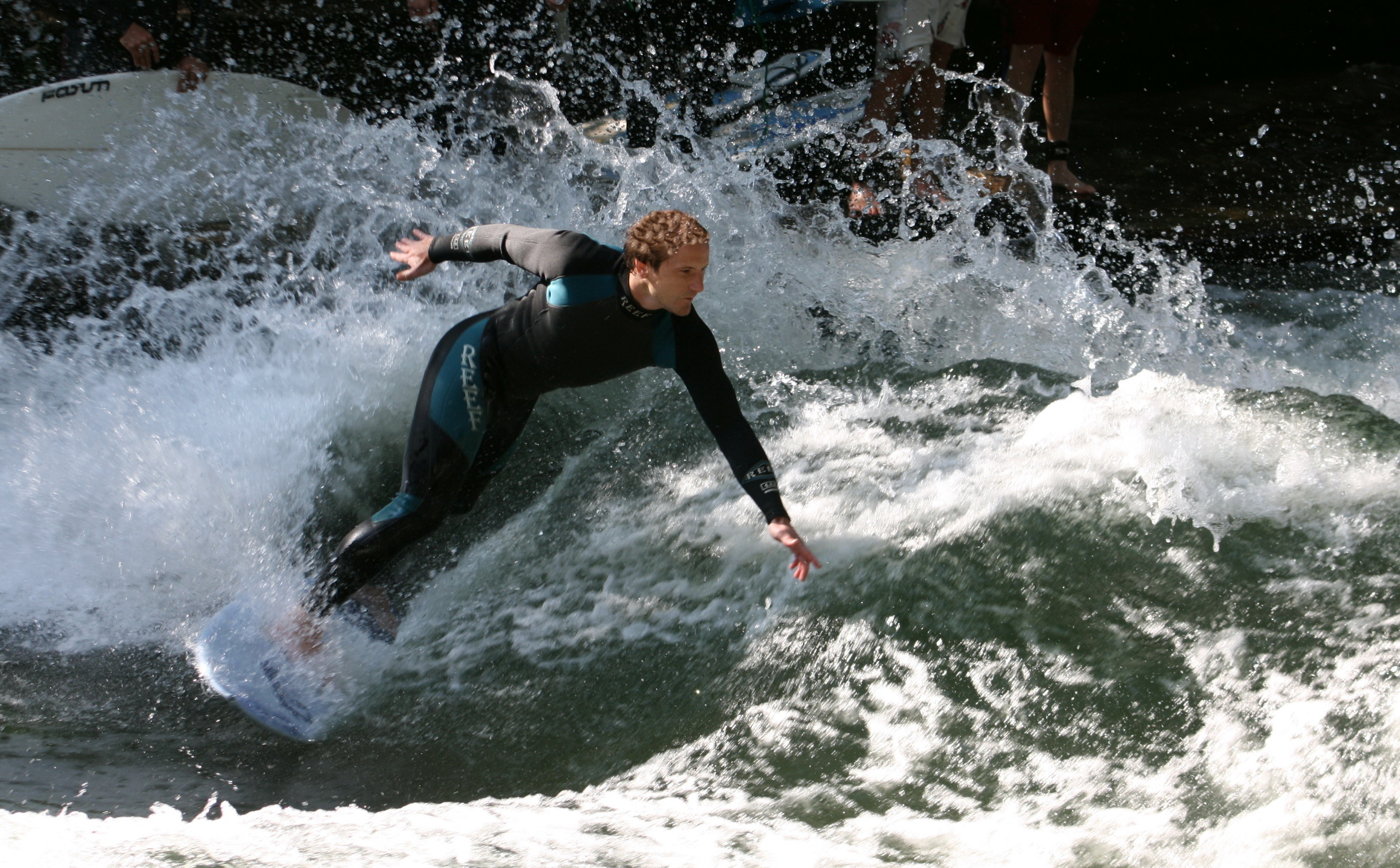
Surf in acqua dolce sul fiume Eisbach (Germania)

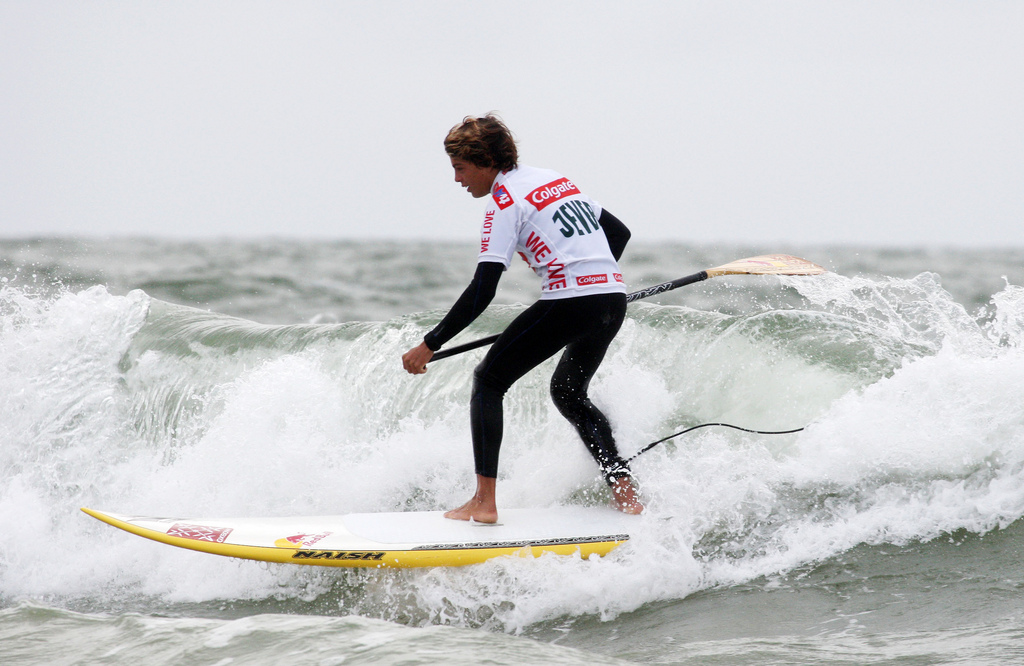
Campionato SUP

L'onda surfabile più lunga del mondo non si trova in mare, bensì in un fiume, il Rio delle Amazzoni, e si chiama Pororoca. È un'onda che si forma un paio di volte l'anno, ed è causata dall'attrazione della Luna esercitata sull'Oceano Atlantico, che si riversa letteralmente dentro il fiume. Quest'onda risale la corrente del fiume talvolta anche per cinque giorni di seguito, e la sua altezza e potenza varia in base al fondale del letto del corso d'acqua. I surfisti più abili possono arrivare a cavalcarla per più di mezz'ora, ed il record assoluto registrato appartiene al brasiliano Picuruta Salazar, che ha cavalcato l'onda per 37 minuti. Per resistere così a lungo, il surfista deve superare alcune fasi critiche del percorso del fiume, nelle quali l'onda diventa così debole e bassa da rendere difficile la continuità e in cui le gambe fanno molta fatica a causa del lungo tempo passato sulla tavola. Sul mare infatti il tempo medio passato su un'onda arriva solo fino a pochi minuti.
Ma in alcuni punti l'onda è molto potente, raggiungendo anche i 4 metri di altezza. Surfare nel Rio delle Amazzoni inoltre comporta dei rischi derivanti dalla presenza di detriti trascinati dal fiume come tronchi, macerie e altro, oltre alla fauna fluviale locale particolarmente pericolosa, come la presenza di alligatori.
Esiste anche un'altra onda fluviale, meno conosciuta, meno potente e decisamente meno lunga, è quella di Qiantang in China. Un altro fiume in cui si forma un'onda surfabile causata da maree è il Severn nel Regno Unito.
Esistono anche altri tipi di onde fluviali, ma a differenza dei mascheretti, che si estendono per svariate miglia per poi diradarsi, queste sono fisse in un punto che precede la rapida. Sono per l'appunto onde statiche.
La più conosciuta è in Germania, sul fiume Eisbach, dove si forma un'onda statica che rende possibile la pratica del surf.
In Africa, in un luogo molto meno conosciuto, il fiume Zambezi, si trova un'onda molto potente, che crea un grosso tubo, il quale ruota su se stesso, e quando il fiume è in piena diventa particolarmente grande.
In caso di caduta si viene trascinati per svariati metri sotto la superficie tra mulinelli d'acqua e rocce.

### Stand up paddle
Abbreviato SUP, o in lingua hawaiana Hoe he'e nalu, è uno sport originario delle Hawaii, un derivato del surf.
Anni fa, gli istruttori di surf delle Hawaii, trovarono il modo di seguire più attentamente i movimenti dei principianti e il formarsi delle onde stando direttamente in piedi sopra a queste tavole.
Si pratica su grandi tavole mosse con l'ausilio di una particolare pagaia, stando in posizione eretta, lo sport negli ultimi anni si è diffuso tantissimo anche in Europa

## Ambienti adatti
I luoghi adatti alla pratica del surf sono le coste oceaniche dove la distesa d'acqua riesce a produrre, in virtù del vento costante, un moto ondoso sufficientemente potente da creare onde marine alte e con temperature dell'acqua non eccessivamente basse. Anche le caratteristiche del fondale nei pressi della costa giocano un ruolo rilevante con le onde più grandi che si formano in corrispondenza di discontinuità o salti di profondità (es. barriere coralline). Soddisfano questi requisiti le coste occidentali degli Stati Uniti (California), del Messico, del Perù, del Cile, le coste del Portogallo, della Spagna, del Sudafrica, del Madagascar, della Thailandia, dell'Indonesia, dell'Australia, i grandi arcipelaghi del Pacifico come le Hawaii ecc. I mari interni invece generalmente non possiedono queste caratteristiche.

## Pericoli
Come per tutti gli sport acquatici, i pericoli più comuni derivanti dalla pratica del surf sono l'annegamento, la fauna marina, il mezzo che si utilizza, il tipo di fondale, la dimensione e la potenza dell'onda.
AnnegamentoGeneralmente le precauzioni da prendere in mare, a maggior ragione quando agitato, e quindi in condizioni ideali per il surf, sono quelle di non affrontare le onde se si è eccessivamente stanchi e, nel caso il mare sia troppo grosso, di non entrare affatto se non si è sicuri delle proprie capacità. Soprattutto, non andare mai in acqua da soli è un'ottima regola da seguire. Il surf infatti viene praticato anche in inverno, quando le coste non sono invase da turisti, e spesso si opta per la scelta di uno spot isolato dove non ci sia affollamento. Inoltre, è bene controllare l'integrità del leash prima di entrare in acqua, per evitare che questo si spezzi e lasci il surfista in balia delle onde senza il supporto galleggiante della tavola. Altra regola importante, come in tutte le attività legate al mare, è conoscere le correnti del luogo. È prudente osservare come si muove l'acqua e chiedere ai locali quali sono i punti in cui la corrente è più forte.
Fauna marinaNegli oceani non sono rari gli attacchi da parte di squali, (soprattutto nel caso di squali aggressivi come lo squalo leuca) anche se raramente hanno avuto conseguenze letali, mentre nel Mediterraneo un simile pericolo è quasi impossibile, in quanto la cresta dell'onda non si forma quasi mai in acque profonde. Altri pericoli provengono dalla medusa e dalla razza (Rajiformes), oltre a vari tipi di pesci che presentano pungiglioni e che possono inoculare tossine nell'organismo. Sulle coste australiane, inoltre, vive una particolare specie di medusa altamente tossica, la Chironex fleckeri, detta anche vespa di mare, che in qualche caso ha addirittura provocato la morte delle persone che vi sono entrate in contatto. In particolari casi, come la Pororoca del Rio delle Amazzoni, bisogna prestare attenzione alla pericolosa fauna fluviale tropicale, che si tratta di caimani e alligatori, ma anche di serpenti come l'anaconda e i piranha e il già citato squalo leuca. In Australia e alcuni stati asiatici il pericolo può essere rappresentato dal coccodrillo marino il più grande rettile vivente del mondo.
La tavolaAnche la tavola può rappresentare un pericolo da tenere sotto controllo, sebbene i nuovi materiali, più leggeri rispetto al legno di balsa che si utilizzava agli albori del surf, e il leash che tiene il surfista ancorato alla tavola, abbiano notevolmente diminuito il rischio. I più comuni incidenti derivano dai colpi di tavola che si possono ricevere quando si cade o ci si scontra con un altro surfista, e che hanno una forza commisurata all'altezza e alla potenza dell'onda. In seguito agli urti sono anche possibili lacerazioni e tagli dovuti al contatto violento con le pinne della tavola. A questo proposito, è bene notare che un leash adatto al tipo di onde e al tipo di tavola che si utilizza, riduce di molto questo fattore di rischio. Inoltre, rispettare le comuni regole di precedenza, garantisce un livello di sicurezza maggiore. Famoso è il caso di Mark Foo, deceduto probabilmente a causa della sua stessa tavola che gli ha fatto perdere conoscenza, e dal leash che incastrandosi nella barriera corallina ha impedito al corpo del surfista di tornare in superficie.
Il fondalePoiché i beach break hanno la particolarità di cambiare spesso il fondale a causa dei movimenti delle dune dovuti alle correnti marine, molti degli spot più famosi hanno un fondale roccioso o corallino, che quindi è immutabile e forma onde più o meno sempre uguali e negli stessi punti. È facile immaginare però quali siano i pericoli. Non sono rari infatti infortuni dovuti all'impatto con rocce affioranti e lacerazioni dovute all'impatto con la barriera corallina. In questi casi è importante informarsi sulla marea e sul tipo di fondale, e soprattutto evitare di surfare in presenza di onde troppo grandi e di fondali troppo bassi se non si è convinti delle proprie capacità atletiche. Tra gli spot più pericolosi con fondale corallino vi è il Banzai Pipeline, dove le onde si formano su un fondale relativamente basso.
LocalismoIl localismo in teoria è inteso come protezione e tutela del proprio spot, spiaggia compresa, da vandalismi o comportamenti scorretti e pericolosi, e infrazione delle regole che stanno alla base del rispetto del surf (ovvero, il non droppare, e il non stazionare sempre sul picco per prendere tutte le onde). In realtà molto spesso è diventato un pretesto per non rispettare gli altri, o aggredire, talvolta anche con violenza, chi non fa parte del gruppo di locali. Questo fenomeno ha assunto tra l'altro anche contorni particolarmente violenti negli USA, dove l'affollamento degli spot rende i locali estremamente protettivi. Il localismo è un problema abbastanza grave negli States, tanto da aver richiesto provvedimenti legislativi in materia. In Italia il localismo è un fenomeno poco diffuso, dove solitamente i locali pretendono solo di avere la precedenza sulle onde migliori. Raramente ci sono stati episodi di violenza.

## Competizione (Contest)

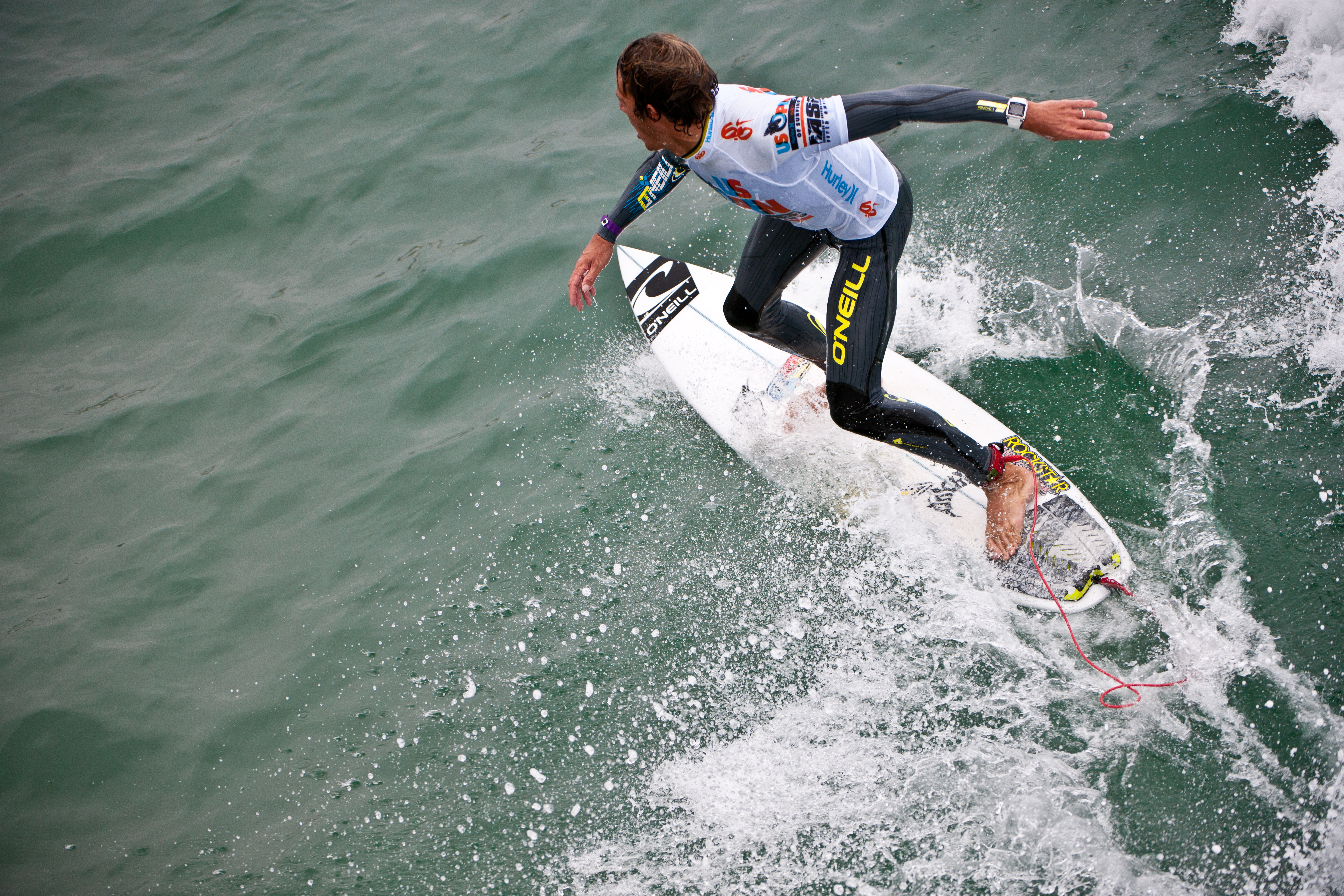
Un atleta impegnato in un contest, la maglia permette ai giudici di gara di identificare l'atleta

Alla preparazione in calendario di un contest (nel gergo una competizione di surf) segue un annuncio di un intervallo di tempo nel quale questo sarà disputato, e si chiama waiting period (trad. periodo di attesa), durante il quale si attendono le condizioni marine necessarie per dare inizio alla competizione.
La gara è suddivisa in round, dove da due a quattro atleti si sfidano per un tempo che varia dai 15 ai 20 minuti.
Per il punteggio vengono considerate le due onde migliori surfate dall'atleta, salvo penalità e si stila la classifica per stabilire chi passa il turno o vince la competizione (nel caso si tratti di finale).
Per il punteggio vengono considerati diversi fattori, come l'altezza dell'onda, il numero di tricks effettuati nonché la difficoltà e la qualità di esecuzione degli stessi. Una manovra è considerata valida ai fini del punteggio solo se essa è completa e se l'atleta rimane in piedi sulla tavola. Il punteggio viene assegnato su una scala da 0.0 a 10.0, dove un'onda affrontata normalmente, senza particolari sbavature ma senza manovre innovative o spettacolari e particolari gesti atletici del surfista, può dare un punteggio massimo di 7.5. Ogni atleta che partecipa ha una maglia di colore differente da quello degli altri concorrenti che sono in acqua nello stesso round, in questo modo i giudici di gara possono facilmente identificare l'autore delle manovre e stabilire con certezza le precedenze e i punteggi da attribuire.

### Regole

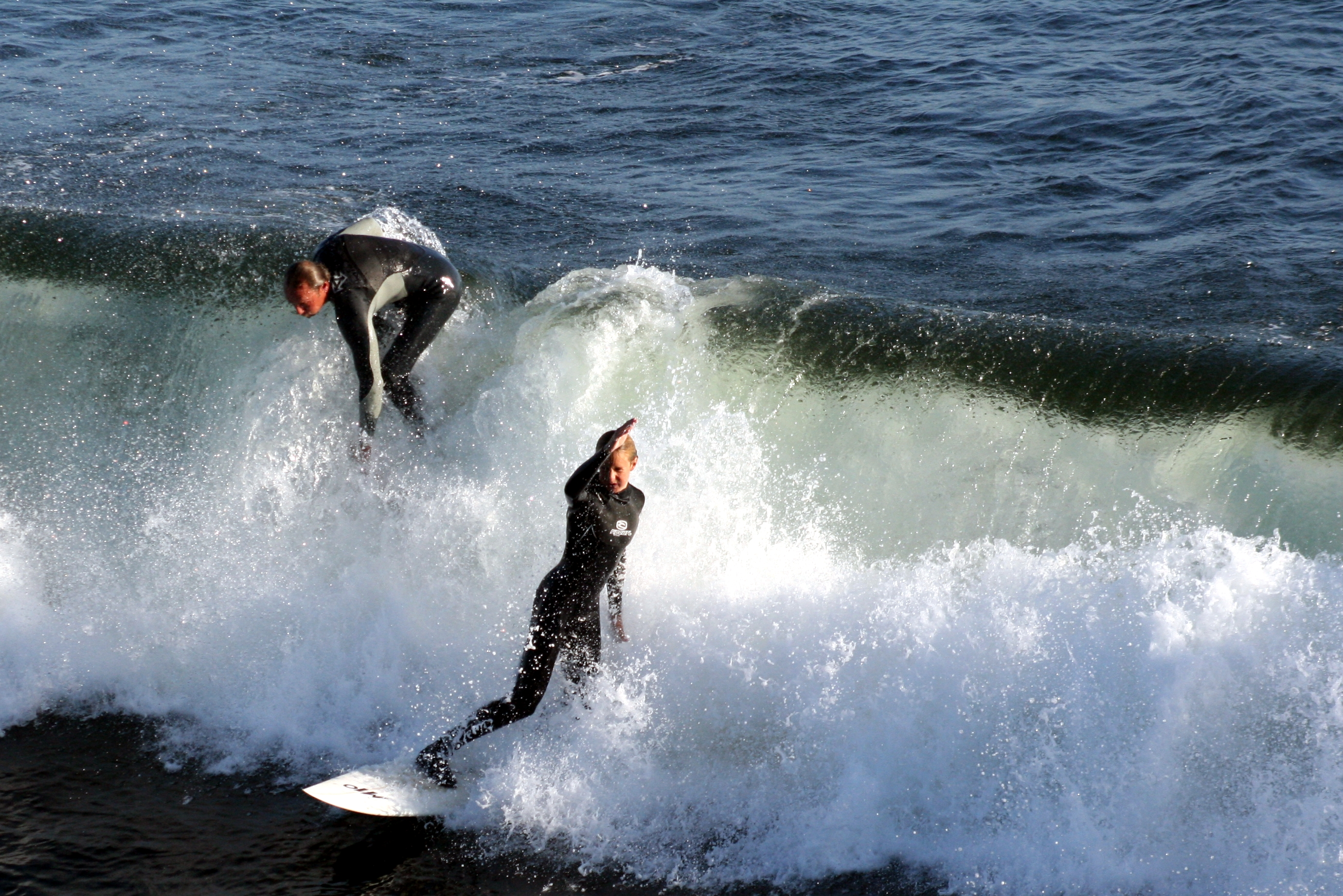
Una tipica situazione di potenziale pericolo per mancata precedenza

La pratica del surf viene regolamentata in base a comportamenti ben precisi, sia che si tratti di free surfing non agonistico, sia che ci si accinga a disputare una gara. Il mancato rispetto delle regole in una gara porta ad una decurtazione di punti dal computo totale della valutazione, oltre che possibili sanzioni disciplinari che consistono in una squalifica o nel pagamento di una multa, mentre nel free surfing queste mancanze hanno portato in alcuni casi a liti o incidenti anche con infortuni.

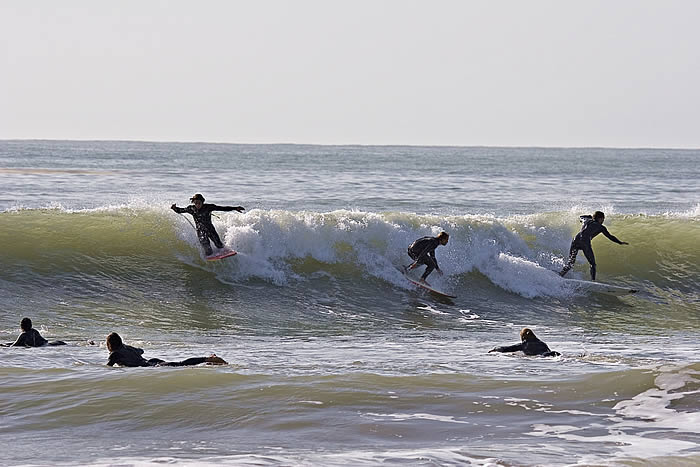
Affollamento pericoloso

PrecedenzaSi tratta di una regola base. Il surfista che si trova nella posizione più vicina al punto in cui l'onda frange, ha la precedenza su tutti gli altri che si trovano nella direzione in cui si sviluppa l'onda. Ciò significa anche che una volta che l'atleta è in piedi sulla tavola, ha diritto a surfarla per tutta la sua durata senza che gli altri surfers presenti in acqua debbano ostacolarlo. È la regola che viene infranta più spesso, soprattutto da chi muove i primi passi nel surf, in quanto non abituato a guardarsi intorno prima di intraprendere un'onda, ed è anche la più pericolosa, se non rispettata, in quanto c'è pericolo di collisione nel punto in cui il movimento dell'atleta è più rischioso, perché si sta alzando sulla tavola.
Risalire la formazioneGli atleti che risalgono verso la formazione non devono in alcun modo ostacolare i surfisti impegnati in un'onda, è quindi opportuno aggirare il punto in cui l'onda frange per non arrecare pericolo per se stessi e per gli altri. In questo caso è importante fare buon uso delle 2 tecniche duck-dive e turtle-roll, in modo da risalire nel punto in cui non c'è più la parete dell'onda utile per surfare.

### World Surf League
Il World Surf League Championship Tour è il principale campionato mondiale professionistico di surf, ed ogni anno vengono disputati contest in tutto il mondo, al termine dei quali viene premiato come campione del mondo l'atleta che avrà ottenuto il maggior numero di vittorie o i migliori piazzamenti durante le competizioni. Il campionato vede al via 34 surfisti scelti dalla federazione, che si affrontano nelle tappe previste dal circuito che attraversa i 5 continenti.

## Il surf nella cultura di massa
(Kelly Slater)

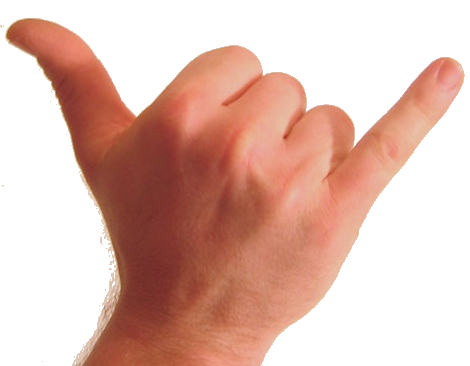
Il classico segno dello "shaka", usato dai surfisti per salutarsi

Il movimento moderno del surf si è sviluppato principalmente negli Stati Uniti, dando vita ad una vera e propria cultura basata su questo sport, che include uno slang particolare, musica e comportamenti. Con il termine surfista non ci si riferisce unicamente all'atleta agonista, bensì a chiunque pratichi questo sport d'acqua. Negli USA la crescita smisurata di praticanti di questo sport ha indotto le comunità di surfisti a stabilire regole per limitare l'accesso in acqua, talvolta con comportamenti violenti e repressivi.
Tra i surfisti è in uso salutarsi con un gesto della mano detto "shaka", di origini polinesiane.

### Terminologia
Il gergo del surf è tipicamente inglese.
Tagliaretermine con cui si indica la tecnica che permette di surfare la parete dell'onda non ancora franta.
Intubarsi (tube riding)è una delle manovre più spettacolari e consiste nel surfare un'onda rimanendo coperti dal labbro che l'onda forma nel frangere, per poi uscirne quando questa collassa. La condizione necessaria perché si crei il tubo è che l'onda si chiuda velocemente.
Nose ridingtecnica caratteristica del Longboarding che consiste nel cavalcare l'onda con uno (hang five) o con tutti e 2 i piedi (hang ten) sporgenti dalla prua della tavola. Per eseguirla bisogna tagliare l'onda.
Spotsi intende il luogo dove è possibile praticare questo sport acquatico. Una delle caratteristiche fondamentali di uno spot è il fondale, primo responsabile della creazione dell'onda. Si distinguono beach break (ossia fondale sabbioso), rocky break o point break (fondale roccioso), reef break (barriera corallina) e infine artificial break, ossia punto di rottura dovuto a barriere costruite artificialmente (si pensi, ad esempio, ad un porto o ad un molo). In genere, sui beach break le onde si formano in maniera meno prevedibile, mentre su tutti gli altri fondali il punto di rottura dell'onda è facilmente individuabile e queste iniziano ad incresparsi tutte allo stesso modo.
Line upla zona in cui, in acqua, ci si posiziona per "prendere" l'onda. Essa coincide con il punto in cui un'onda comincia a frangere, rendendo la parete ripida e surfabile.
Duck diveletteralmente tradotto con "tuffo dell'anatra" consiste nel passare sotto l'onda usando un movimento simile a quello che fanno le anatre quando nuotano contro corrente; tale manovra è necessaria per raggiungere la formazione dalla spiaggia. Manovra adatta alle shortboard.
Turtle rollletteralmente tradotto con "rotazione della tartaruga". La manovra ha lo stesso effetto della duck dive, ma viene usata con le longboard e consiste nel passare sotto l'onda ruotando il corpo e la tavola lateralmente di 180°.
Longboardtavole da surf generalmente lunghe e pesanti. Questo tipo di tavole si usa con onde poco veloci, poco potenti e più tonde. Hanno molta stabilità ma poca maneggevolezza.Ne sistono diversi modelli, suddivisi in SUP board, longboard, gun, malibù e evolutiva.
Shortboardtavole da surf generalmente poco lunghe e leggere. Vengono usate da chi cavalca onde grandi, potenti e con pareti quasi verticali. Hanno poca stabilità ma molta maneggevolezza. Possono essere di diversi tipi, e si suddividono in shortboard, retro, fish e tow-in.
Leashè il cavo elastico che unisce la poppa della tavola alla caviglia del surfista. Serve ad evitare di perdere la tavola dopo una caduta, mentre l'elasticità del cavo evita pericolosi traumi da strattonamento alla gamba del surfista.

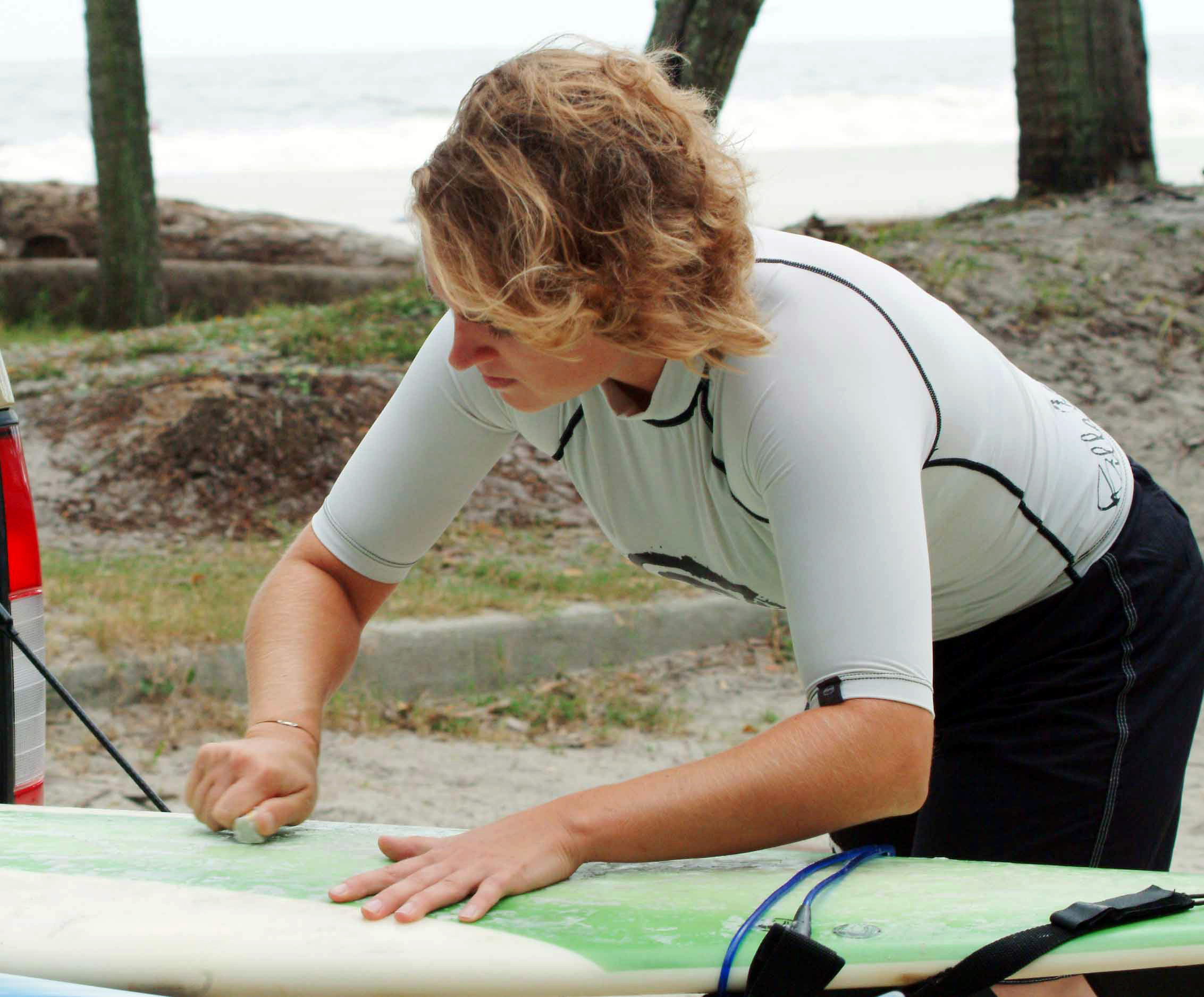
Una surfista spalma la paraffina (wax) sulla tavola

Waxè la paraffina che viene distribuita sulla tavola per aumentare l'attrito e consentire una maggiore manovrabilità.
Noseè la punta della tavola. Il suo profilo ne determina le caratteristiche. Con un nose molto appuntito la tavola avrà una maggiore maneggevolezza a spese della stabilità.
Tailè la parte posteriore della tavola. Può essere dotata di una superficie ruvida (in genere di materiale plastico) per aumentare ulteriormente l'attrito dei piedi sulla tavola.Ne esistono diversi tipi:pin tail, round pin, squash tail e fish tail.
Take offletteralmente decollo, è la partenza che si effettua una volta pagaiata l'onda, più quest'ultima è grossa più il take off è ripido.

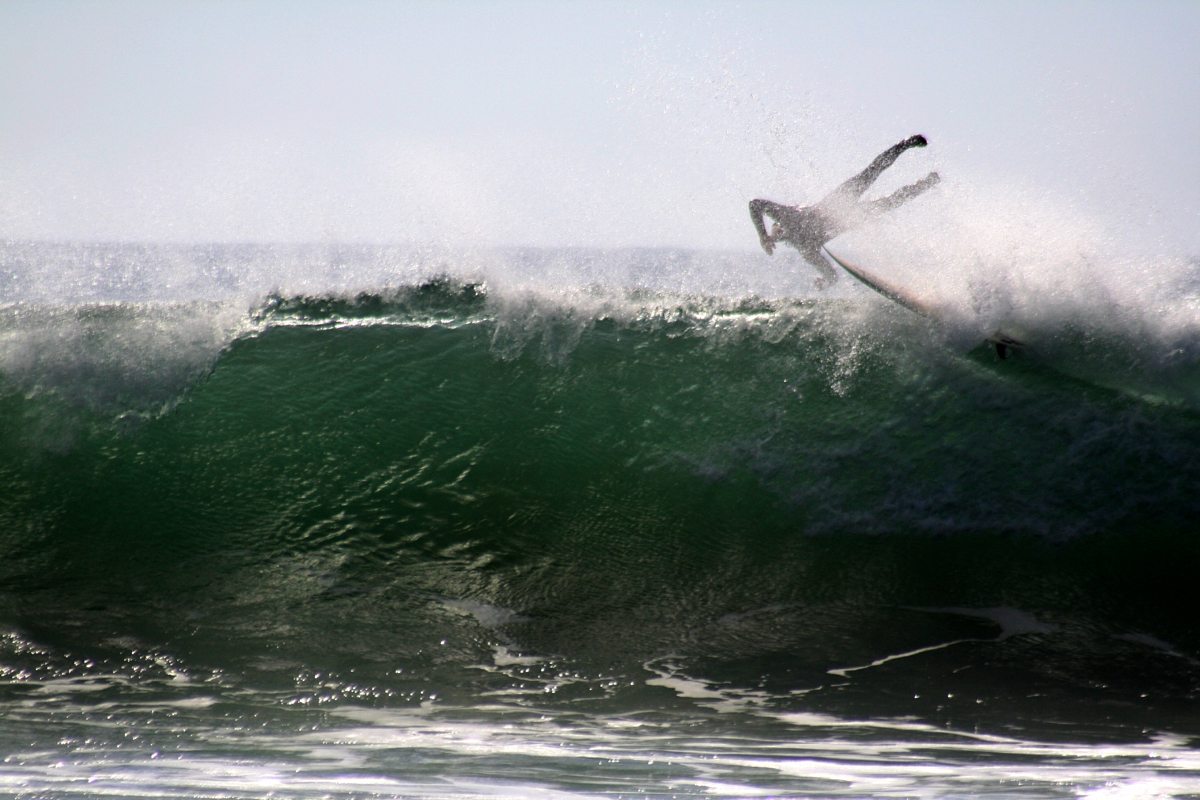
Wipe out

Aerialè una difficile manovra che consiste nello sfruttare l'onda come se si trattasse di un trampolino, per compiere un salto.
Dropparedall'inglese to drop, si intende il bloccare un surfista che ha già iniziato a prendere l'onda mettendosi davanti a lui o "rubandogli" l'onda, impedendogli di andare avanti.
Wipe outil cui significato è "cancellare" "annientare", serve per indicare la caduta da un'onda.
Swellè il termine tecnico con cui si indica una mareggiata, cioè un aumento dell'altezza e della frequenza delle onde dovuto, in genere, ad una tempesta più o meno vicina alla terraferma.
Tubeè il termine che indica il "tubo" che si forma nel momento in cui l'onda si chiude.

### Musica
La musica surf, nata principalmente in California, è diventata popolare tra il 1961 e il 1965, e a periodi alterni ha avuto momenti di ribalta con influenze sulla musica rock. La musica surf si divide essenzialmente in due categorie, una completamente strumentale, con una chitarra elettrica o un sassofono che suonano la melodia principale, sperimentata da Dick Dale, una vocale, in cui tra i componenti più conosciuti vi sono i Beach Boys. Molti musicisti noti si sono equamente cimentati nei due generi. Durante l'ultimo periodo in cui la musica surf ha avuto popolarità molti gruppi iniziarono a smettere di parlare di surf, scrivendo canzoni su donne e macchine, dando vita a un genere definito hot rod rock. Generalmente ci si riferisce alla musica surf intesa come surf rock, nonostante le varie sfumature che creano sottogeneri differenti.

### Filmografia del surf
Il surf è stato portato più volte nella finzione cinematografica e televisiva:
- The Endless Summer (1966), film di Bruce Brown
- Un mercoledì da leoni (1978), film di John Milius
- Nos Embalos de Ipanema (1978), film di Antonio Calmon
- Menino do Rio (1982), film di Antonio Calmon
- Garota Dourada (1984), film di Antonio Calmon, sequel di Menino do Rio
- Surf, surf, surf (North Shore, 1987), film di William Phelps
- Point Break (1991), film di Kathryn Bigelow
- Il silenzio sul mare (1991), film di Takeshi Kitano
- The Endless Summer II (1994), film di Bruce Brown
- La grande onda (1998), film di Zalman King
- Ocean Tribe - Cavalcando L'oceano (1999), film di Will Geiger
- Johnny Tsunami - Un surfista sulla neve (1999), film di Steve Boyum
- Blue Crush (2002), film di John Stockwell
- Riding Giants (2004), film di Stacy Peralta
- Como uma onda, telenovela brasiliana del 2004 ispirata al videoclip della canzone omonima di Lulu Santos
- Lords of Dogtown (2005), film di Catherine Hardwicke
- Surf's up (2007), film d'animazione della Sony Pictures Imageworks
- Johnny Kapahala - Cavalcando l'onda (2007), film di Eric Bross
- Blue Water High, serie TV statunitense del 2008
- Soul Surfer (2011), film di Sean McNamara
- Chasing Mavericks (2012), film di Curtis Hanson, Michael Apted
- Drift - Cavalca l'onda (2013), film
- Juacas - I ragazzi del surf (2017), serie televisiva brasiliana
- Surviving Summer (2023) serie televisiva netflix

### Videogames
- Sega Soul Surfer (2002)
- Kelly Slater's Pro Surfer (in Giappone: Kelly Slater Pro Surfer 2003) (2002)
- Transworld Surf e Transworld Surf: Next Wave (2002)
- Surf's Up
- Youriding
- Sunny Garcia Surfing (2001)
- Championship Surfer
- Surf Riders
- Surf Riders: Gerry Lopez
- Max Surfing 2000
- California Games (1987)

## Il surf in Italia

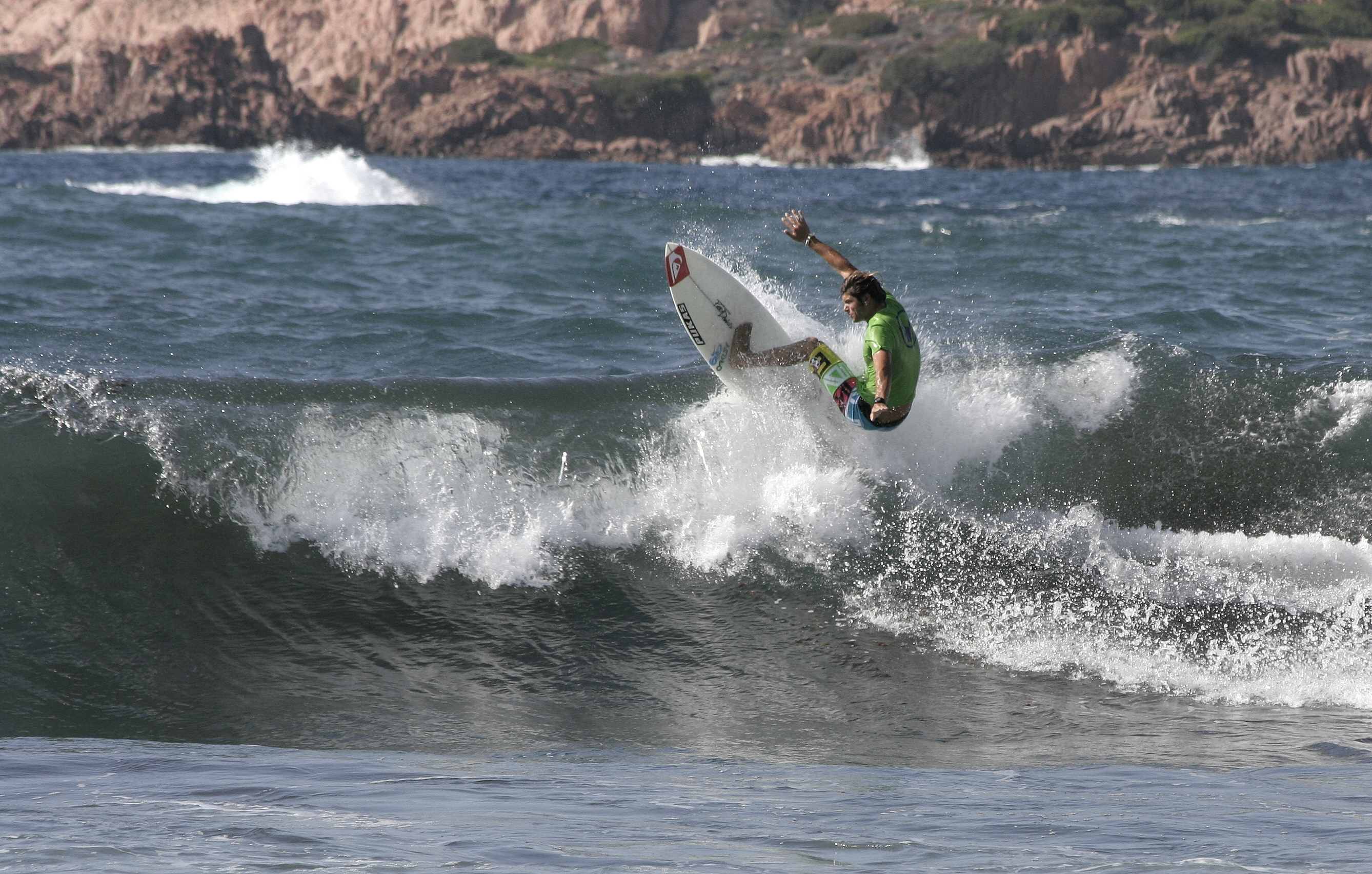
Un surfista italiano affronta un'onda in Sardegna

Nonostante il Mediterraneo non offra le stesse condizioni marine degli oceani, dove le onde in qualche caso possono superare i venti metri, anche in Italia si è formato un discreto movimento dedicato a questo sport, e i primi passi di questa diffusione iniziarono a vedersi negli anni ottanta.
In seguito alla creazione dell'ASI (associazione surfisti italiani), della FISURF (federazione italiana surfing) e dell'ISA (Italia Surfing Association), quindi di Surfing Italia vengono svolte gare ufficiali in diverse parti d'Italia, compresi veri e propri campionati, sia nella categoria Longboard che nella categoria Shortboard.
Uno dei maggiori esponenti del surf italiano è Nicola Bresciani, che ha vinto diversi campionati italiani di shortboard. Fra le donne l'esponente maggiore è Valentina Vitale, 5 volte campionessa di shortboard, vincitrice di varie gare all'estero come la WSA in California e arrivando 5^ agli Europei di Surf nel 2015.
Anche Paolo D'Angelo che fu campione italiano per tre volte consecutive fece lo stesso passo, trasferendosi in Australia.
Un altro atleta di spicco, non più in attività, è Alessandro Maddaleni, 3 volte campione italiano, sempre della categoria shortboard.
Tra le giovani promesse nel surf italiano spicca Angelo Bonomelli.
Federico Pilurzu, surfista italiano partecipò al campionato mondiale di surf. È stato il primo italiano "di nascita" a partecipare al mondiale perché era già residente in Costa Rica e partecipò con la bandiera del suo nuovo paese.
L'atleta più influente completamente italiano è Leonardo Fioravanti, che, a soli 12 anni, arrivò nono posto ai mondiali junior (ISA World Junior Surfing Games), molte foto e recensioni su riviste di surf internazionali. Ora partecipa al WLS, il campionato mondiale di surf, il secondo italiano arrivato a questo livello, il primo a parteciparvi per l'Italia. Negli scontri diretti ha battuto campioni del mondo come Kelly Slater o Gabriel Medina. Si è anche qualificato per le olimpiadi di Tokyo 2020.
Attualmente il campionato italiano si divide nelle seguenti categorie:
- Shortboard (2 o 3 tappe nei campionati regionali più 3 tappe nazionali)
- Longboard (idem)
- SUP (due tipi di gare, wave, dove si surfa, e race, dove si gareggia pagaiando)
- Bodyboard
- Skimboard

### Spot

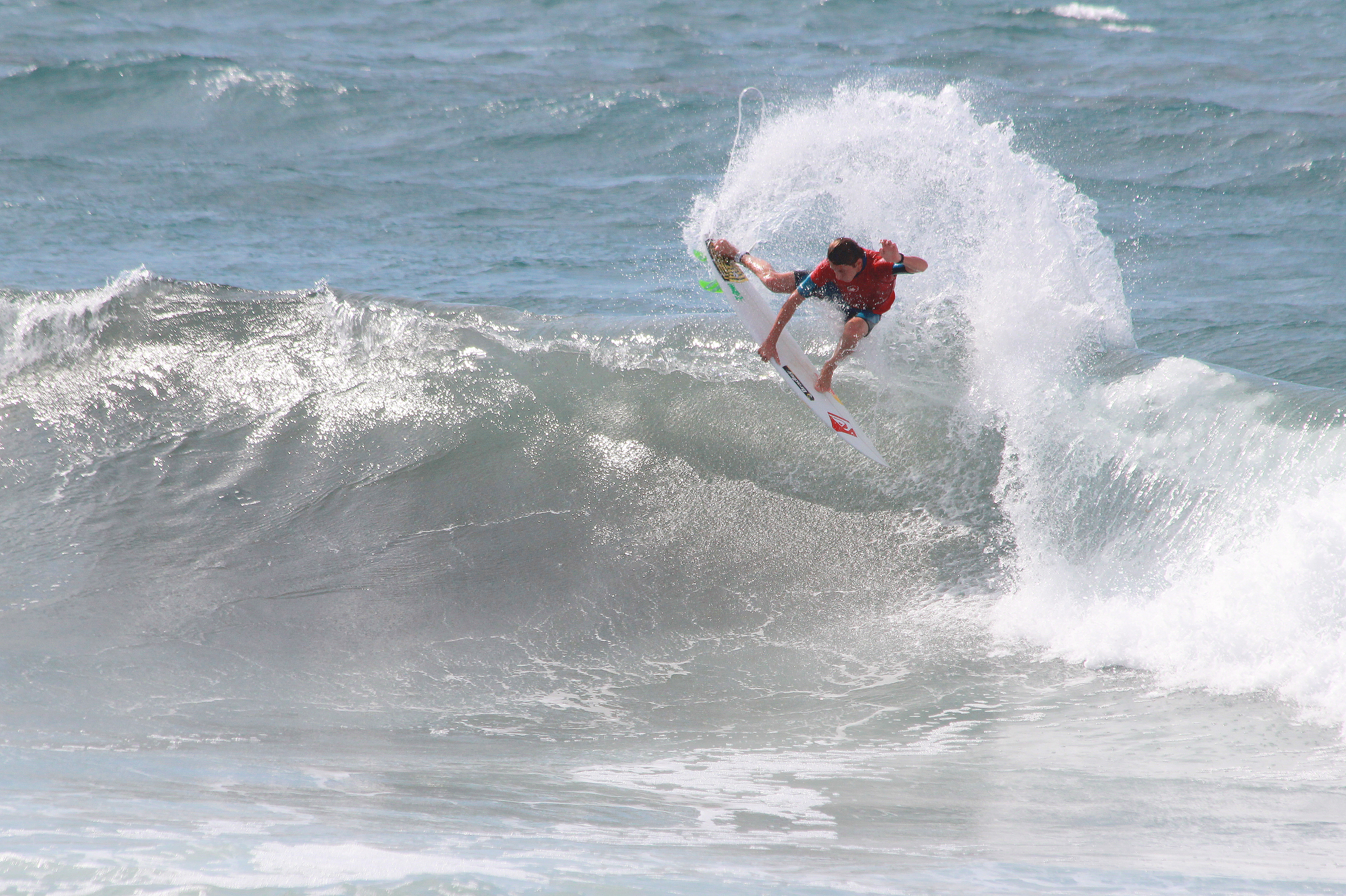
Leonardo Fioravanti, giovane promessa italiana del surf internazionale

In Italia, la regione dove è più facile trovare le condizioni meteo adatte per il surf da onda è la Sardegna, con una stima di oltre 200 giorni l'anno praticabili. Vanta inoltre il maggior numero di spot segnalati.
Anche regioni tirreniche come Lazio, Liguria, Toscana e Sicilia possono contare un buon numero di spot adatti. Tra i più conosciuti Santa Marinella, Levanto (dove nel 2011 si sono tenuti i Bear Pro World Longboard, tappa mondiale del circuito ASP), San Leone, Varazze o Forte dei Marmi, dove dal 2007 si svolge l'Analog 3/4 Surf Challenge.
Generalmente i venti che producono onde adatte sono quelli di Scirocco e di Maestrale, ma le condizioni migliori si verificano con la classica onda lunga, che spesso è possibile trovare, soprattutto in inverno, nei giorni che seguono le forti mareggiate prodotte da questi due venti, a causa del moto ondoso residuo prodotto in mare aperto.
Le condizioni di vento “attivo” rendono alcuni spot impraticabili a causa della conformazione della costa.
In questi casi la scelta del luogo ricade su baie che abbiano barriere naturali che impediscano alle forti correnti di creare un moto ondoso troppo irregolare.
Il 30 ottobre 2016 è apparsa una mappa degli spot italiani su La Lettura, inserto domenicale del Corriere della Sera. La mappa mostra su una costa "distesa" tutti gli spot segnalati da surfproject.it e analizza le caratteristiche dei 30 meglio votati sul noto sito magicseaweed.com.